# Чехова Марія Павлівна
Марія Павлівна Чехова (31 серпня 1863, Таганрог — 15 січня 1957, Ялта) — сестра Антона Павловича Чехова. Педагог, художниця, авторка Будинку-музею А. П. Чехова в Ялті. Заслужений діяч мистецтв РРФСР (1953).

## Біографія
Народилася 19 (31 серпня) 1863 р. у м. Таганрог (нині Ростовська область, Росія). Батько — Чехов Павло Єгорович, (син Єгора Михайловича Чехова (1799—1879) і Єфросинії Омелянівни Шимко (Чехової) (1804—1878), українки), мати  — Євгенія Яківна Морозова (1835—1919).
У 1872 вступила в Таганрозьку Маріїнську жіночу гімназію. Після розорення сім'ї в 1876 році і переїзду доМоскви завершила середню освіту у філаретівському жіночому єпархіальному училищі у 1884 році з дипломом домашньої вчительки. У 1882—1885 роках навчалася на вищих жіночих курсах проф. В. І. Гер'є. У 1886—1904 роках викладала історію і географію в приватній московській жіночій гімназії Л. Ф. Ржевської. У 1903 році отримала золоту медаль на Станіславській стрічці за «Старанність в освіті».
М. П. Чехова серйозно займалася живописом. У 1890-ті роки навчалася живопису в Строгановському училищі і у приватній студії А. А. Хотяїнцева. З живописом їй допомагали В. А. Сєров, К. А. Коровін, І. І. Левітан.
У Меліхово допомагала брату А. П. Чехову в будівництві шкіл, лікуванні селян, господарських роботах. Після його смерті присвятила своє життя збиранню і виданню літературної та епістолярної спадщини брата.
У 1914 році М. П. Чехова передала музею в Таганрозі особисті речі Антона Павловича, а також була присутня в Таганрозі на відкритті і освяченні нового будинку бібліотеки і музею, побудованого за проектом одного з друзів А. П. Чехова — академіка Ф. О. Шехтеля.
З 1922 року була беззмінним директором створеного нею Ялтинського будинку-музею А. П. Чехова.

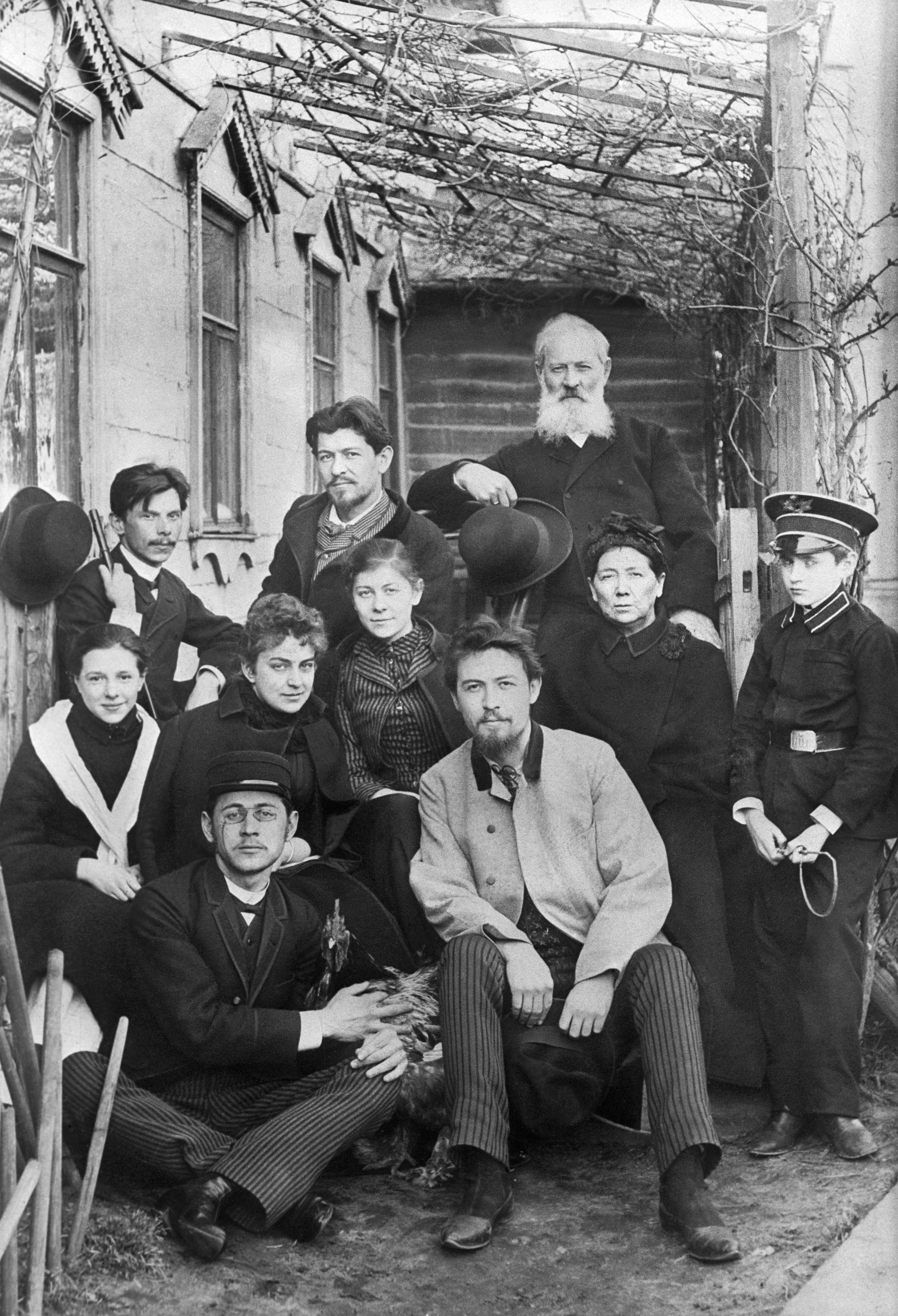
Чехови з друзями. Зверху: Іван, Олександр, Павло Єгорович. Другий ряд: М. Корнєєва, Ліка Мизинова, Марія, Євгенія Яківна, Сергій Кисельов. Знизу: Михайло, Антон. 1890 рік.

У 1935 році разом із О. Л. Кніппер-Чеховою приїжджала на батьківщину в Таганрог брати участь у святах, присвячених 75-річчю від дня народження А. П. Чехова. Таганрозькій школі № 2 було присвоєно ім'я А. П. Чехова.
14 липня 1944 р. за багаторічну роботу зі збереження Ялтинського будинку-музею і видання літературної спадщини А. П. Чехова Радянський уряд нагородив М. П. Чехову орденом Трудового Червоного Прапора.
М. П. Чехова померла 15 січня 1957 р. у Ялті від інфаркту.
Похована поруч з матір'ю Є. Я. Чеховою в Ялті на міському кладовищі.

## Мемуари
- Спогади про А. П. Чехова.